# 입종 갈문왕
입종 갈문왕(立宗葛文王, ? ~ 537년) 또는 사부지 갈문왕(徙夫智葛文王 · 徙夫知葛文王)은 신라의 왕족이다. 지증왕의 아들이고, 법흥왕의 아우이자 사위이며, 진흥왕 · 숙흘종의 아버지이다.
《삼국사기》와 《삼국유사》 등의 문헌에서는 갈문왕 입종(葛文王 立宗)으로 칭해진다. 한편 신라 당시의 금석문인 〈울진봉평리신라비〉에서는 사부지 갈문왕(徙夫智葛文王), 〈울주천전리각석〉 원명과 추명에서는 사탁부 갈문왕(沙喙部 葛文王) · 사부지 갈문왕(徙夫知 葛文王)으로 칭해진다.

## 생애

### 가계
생년월일은 미상이며 금성의 탁부(啄部) 출신으로, 이름은 입종(立宗)인데, 이는 한자식 이름이다. 다른 이름은 사부지(徙夫智) 또는 사부지(徙夫知)이다. 할아버지는 습보 갈문왕이고, 아버지는 지증왕이고, 어머니는 연제부인 박씨(延帝夫人 朴氏) 혹은 다른 여성이다. 그러나 삼국사기와 삼국유사에 입종이 법흥왕의 친 동생이라는 언급은 없어, 친동생 여부는 단정짓기 어렵다. 입종갈문왕은 법흥왕(法興王)의 아우였으며, 법흥왕의 딸인 지소부인(只召夫人)과 결혼하여 진흥왕(眞興王)을 낳았다.
형인 법흥왕은 전전왕이자 7촌 아저씨인 소지 마립간의 사위였다. 그는 금성의 사탁부(沙啄部)의 우두머리가 되었다. 형 법흥왕의 딸 지소부인 김씨(只召夫人 金氏) 혹은 지몰시혜비 김씨(只沒尸兮妃 金氏)와 혼인하였다. 지소부인은 그의 조카딸이 된다.

### 행적
그의 생애와 행적에 대한 자료는 삼국유사와 삼국사기에는 나타나지 않는다. 삼국유사와 삼국사기에는 모두 진흥왕조에는 그의 이름 입종과, 그가 법흥왕의 친동생이자 진흥왕의 생부라는 내용만이 간략하게 실려 있다. 그러나 울산 봉평리 신라비와 울산 울주 천전리 각석에 그의 행적이 바위에 새겨져 있다. 이는 2000년대 이후 한자가 판독되면서 일부 내용이 알려지게 되었다.
울진봉평리비에 의하면 524년 1월 15일, 사탁부의 사부지갈문왕은 탁부(啄部)의 모즉지매금왕(牟即智寐錦王, 법흥왕) 등을 비롯한 신라 정계의 주요인사들과 함께 거벌모라(居伐牟羅) 지방에서 일어난 화재사건에 대한 판결을 교시하였다. 울진봉평리비에는 당시 울진에 행차한 법흥왕을 수행한 신하 13명의 이름이 수록되었는데, 여기에도 사탁부의 사부지갈문왕의 이름이 실려 있다.
울주천전리각석에 의하면 525년 6월 18일, 사부지갈문왕이 어사추여랑(於史鄒女郎)과 함께 계곡에 놀러왔다가 그 곳의 바위에 글을 새기고는 그 계곡을 "서석곡(書石谷)"이라 이름붙였다. 박창화의 《화랑세기》 필사본에는 숙흘종은 입종의 아들인데, 위화랑과 오도부인 사이에서 태어난 금진이 생모로 나온다. 다만 《화랑세기》 필사본은 학계에서 위서로 보는 견해가 일반적이기에 신뢰하기 어렵다. 537년, 사부지갈문왕은 사망하였다. 사망 원인과 사망 날짜는 미상이다.

### 사후
이후 539년 7월 3일, 사부지갈문왕의 부인 지몰시혜비(只沒尸兮妃) · 무즉지태왕의 부인 부걸지비(夫乞支妃) · 사부지갈문왕의 아들 심맥부지(深麥夫知) 등이 서석곡을 찾아와 사부지갈문왕을 추모하며 글을 새겼다.
그의 이름과 가족관계 만이 삼국사기와 삼국유사에 언급되어 전하다가 1973년 울주천전리서석(蔚州川前里書石)이 발견되고, 1988년 1월 20일에 경상북도 울진군 죽변면 봉평리에서 지역 농민이 밭에 있던 큰 돌을 파내다가 발견된 울진봉평신라비(蔚珍鳳坪新羅碑)가 발견되었으며, 2000년대 이후 천전리 서석과 봉평 신라비 비문이 판독되면서 그의 행적이 일부 전하게 되었다.

## 가계
- 부왕 : 지증왕(智證王, 437~514 재위:500~514)
- 모후 : 연제부인(延帝夫人)
  - 형 : 법흥왕(法興王, 487?~540 재위:514~540)
- 숙부 : 김아진종(阿珍宗)
  - 태자 : 김입종(金立宗)
  - 부인 : 지소태후(只召太后)
    - 장남 : 진흥왕 삼맥종(眞興王 三麥宗, 534~576년 재위:540~576)
    - 차남 : 김숙흘종(金肅訖宗)
    - 딸 : 만호태후(萬呼大后)

화랑세기에서는 위화랑과 오도의 딸, 옥진궁주의 자매인 금진낭주(金珍娘主)가 제2부인으로 등장한다.

## 참고 문헌
- 《삼국사기》
- 《삼국유사》
- 《필사본 화랑세기》
- 「만엽집」(万葉集)

## 같이 보기
- 울진봉평신라비
- 울주천전리각석
- 진흥왕